# Eddy Rombaux
Eddy Rombaux (Brugge, 26 november 1944) is een Belgische voormalige atleet, die zich had toegelegd op de lange afstand. Hij nam viermaal deel aan de wereldkampioenschappen veldlopen en behaalde daarbij een zilveren en een bronzen medaille in het landenklassement.

## Biografie
Rombaux nam tussen 1975 en 1978 vier opeenvolgende keren deel aan de wereldkampioenschappen veldlopen. In 1975 werd hij vijfenveertigste en derde in het landenklassement. Het jaar nadien behaalde hij met een negentiende plaats zijn beste resultaat. Hij werd dat jaar samen met de Belgische ploeg tweede in het landenklassement. In 1977 had hij met een vierenzeventigste plaats geen aandeel in de Belgische overwinning in het landenklassement.

### Clubs
Rombaux was aangesloten bij AV Blankenberge en stapte daarna over naar Olympic Brugge. Ook zijn oudere broer Jozef Rombaux was atleet.

## Persoonlijke records
| Onderdeel | Prestatie | Datum            | Plaats            |
| --------- | --------- | ---------------- | ----------------- |
| 3000 m    | 7.55,4    | 15 mei 1974      | Brussel           |
| 5000 m    | 13.31,9   | 18 augustus 1978 | Brussel           |
| 10.000 m  | 28.19,08  | 27 juni 1980     | Villeneuve-d'Ascq |

## Palmares

### 5000 m
- 1976:  BK AC - 14.00,0

### 10.000 m
- 1975:  BK AC - 29.27,4
- 1975:  Franse kamp. - 28.19,08
- 1980:  BK AC - 29.04.1

### veldlopen
- 1972: 50e Landenprijs in Cambridge
- 1975: 45e WK in Rabat
- 1975:  landenklassement WK
- 1976: 19e WK in Chepstow
- 1976:  landenklassement WK
- 1977: 74e WK in Düsseldorf
- 1977:  Warandeloop (Nederland)
- 1978: 87e WK in Glasgow